# Sherry Darling
 Sherry Darling è una canzone del cantautore statunitense Bruce Springsteen, pubblicata nel 1980 sul suo album The River. È stata anche pubblicata come singolo ma con scarso successo.